# Leonhard Goppelt
Leonhard Goppelt (* 6. November 1911 in München; † 21. Dezember 1973 ebenda) war ein evangelischer Theologe.

## Leben
Goppelt legte sein Abitur 1931 am Theresien-Gymnasium München ab. Danach begann er ein Studium der Mathematik und Physik an der Ludwig-Maximilians-Universität München. Er wechselte zur Evangelischen Theologie an der Eberhard Karls Universität Tübingen und der Friedrich-Alexander-Universität Erlangen-Nürnberg (Erstes Theologisches Examen 1935 und Zweites Theologisches Examen 1938). 1939 wurde er bei Hermann Strathmann in Erlangen mit der Dissertation Typos. Die typologische Deutung des Alten Testaments im Neuen zum Dr. theol. promoviert. Von 1940 bis 1945 wurde er zur Wehrmacht eingezogen. 1946 habilitierte er sich. Danach war er Privatdozent an der Friedrich-Alexander-Universität Erlangen-Nürnberg und der Kirchlichen Hochschule Hamburg sowie Lehrstuhlvertreter an der Georg-August-Universität Göttingen. 1954 wurde er Professor für Neues Testament an der Universität Hamburg. 1967 wechselte er an die Universität München, wo er Gründungsdekan der Evangelisch-Theologischen Fakultät wurde. 
„Impulse der ihn prägenden Erlanger lutherischen Theologie (Johann von Hofmann) aufnehmend, bemühte er sich um eine fruchtbare Synthese von historisch-kritischer Methodik und kirchlicher Auslegungstradition. Wichtig war dabei sein Verständnis von Heilsgeschichte, das er im Anschluss an Gerhard von Rad auf die typologische Beziehung von Altem Testament und Neuem Testament gründete.“
Goppelt war mit der Enkelin des Theologen Adolf Schlatter verheiratet, mit der er zwei Töchter hatte.

## Schriften (Auswahl)
- Typos. Die typologische Deutung des Alten Testaments im Neuen. Bertelsmann, Gütersloh 1939. Reprint: Wissenschaftliche Buchgesellschaft, Darmstadt 1990, ISBN 3534052730.
- Christentum und Judentum im ersten und zweiten Jahrhundert. Ein Aufriss der Urgeschichte der Kirche. Bertelsmann, Gütersloh 1954 (= Beiträge zur Förderung christlicher Theologie, Band 55).
- Die apostolische und nachapostolische Zeit. Evangelische Verlags-Anstalt, Berlin 1965.
- Christologie und Ethik. Aufsätze zum Neuen Testament. Vandenhoeck & Ruprecht, Göttingen 1985.
- Theologie des Neuen Testaments. Hrsg. von Jürgen Roloff. Vandenhoeck & Ruprecht, Göttingen, 3., unveränd. Aufl. 1986 (= Uni-Taschenbücher 850).
  - Erster Teil: Jesu Wirken in seiner theologischen Bedeutung.  Vandenhoeck & Ruprecht, Göttingen 1975 (S. 1–312), ISBN 3-525-52144-8.
  - Zweiter Teil: Vielfalt und Einheit des apostolischen Christuszeugnisses.  Vandenhoeck & Ruprecht, Göttingen 1976 (S. 315–669).